# (1904) Massevitch
(1904) Massevitch (aussi nommé ) est un astéroïde de la ceinture principale, découvert le 9 mai 1972 par Tamara Smirnova à l'observatoire d'astrophysique de Crimée, en Ukraine. 
Il a été nommé en hommage à Alla Genrikhovna Massevich, astrophysicienne soviétique.